# يسارية

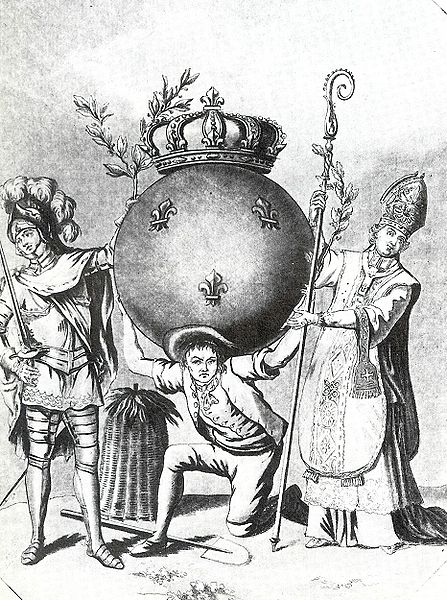
تعبير عن الطبقات الثلاث في المجتمع الفرنسي قبل الثورة الفرنسية رجال الدين والنبلاء وعامة الشعب أو اليسار حامل العبئ الرئيسي

اليسارية أو الجناح اليساري مصطلح يمثل تياراً فكرياً وسياسياً يسعى لتغيير المجتمع إلى حالة أكثر مساواة بين أفراده.
يرجع أصل مصطلح اليسارية إلى الثورة الفرنسية عندما أيد عموم من كان يجلس على اليسار من النواب التغيير الذي تحقق عن طريق الثورة الفرنسية، ذلك التغيير المتمثل بالتحول إلى النظام الجمهوري و‌العلمانية. ولا يزال ترتيب الجلوس نفسه متبعاً في البرلمان الفرنسي.
بمرور الوقت تغيّر وتشعّب استعمال مصطلح اليسارية بحيث أصبح يغطي طيفًا واسعًا من الآراء لوصف التيارات المختلفة المتجمعة تحت مظلة اليسارية، فاليسارية في الغرب تشير إلى الاشتراكية أو الديمقراطية الاشتراكية أو الليبرالية الاجتماعية في أوروبا و‌الولايات المتحدة، من جهة اُخرى تدخل تحت المصطلح العام لليسارية حركة يطلق عليها اللاسلطوية والتي يمكن اعتبارها بأقصى اليسار أو اليسارية الراديكالية.
ونتيجة لهذا التنوع في استخدام المصطلح هناك اختلاف بين اليساريين أنفسهم حول من يشمله اللفظ فمثلًا يؤكد الليبراليون الاجتماعيون على الحريات و‌الديمقراطيون الاشتراكيون على التزامهم بالديمقراطية ورفض الثورية التي يتبناها الشيوعيون الذين يرون الاشتراكية الثورية التي ترفض الملكية الخاصة لوسائل الإنتاج الممثل الحقيقي لليسار.
كلما وجدت شرط صدمت به حين تتذكر حركة أو حزبًا يساريًا يضرب بها عرض الحائط ليس تطبيقًا فقط وإنما تنظيرًا.
وبصورة عامة يختلف اليسار السياسي عن اليمين بتبنيه العدالة الاجتماعية و‌العلمانية وفي معظم دول الشرق الأوسط تأتي اليسارية مرادفة للعلمانية علمًا أن بعض الحركات اليسارية التاريخية كانت تتبنى المعتقدات الدينية ومن أبرزها حركة إنهاء التمييز العنصري في الولايات المتحدة على يد القس مارتن لوثر كينغ.
وهنالك استخدام آخر مختلف للمصطلح في الأنظمة الشيوعية حيث يطلق على الحركات التي لا تتبع المسار المركزي للحزب الشيوعي وتطالب بالديمقراطية في جميع مجالات الحياة.

## بدايات اليسارية
في فترة حكم عائلة فالويس Valois Dynasty والتي امتدت من 1328 إلى 1589 والعائلة المالكة التي تلتهم، عائلة بوربون (1589 - 1792) شهدت فرنسا نظاما إقطاعيا وسلطة مطلقة للملك بمباركة الكنيسة وكان الشعب مقسما إلى 3 طبقات رئيسية ليست في فرنسا وحدها بل في معظم أوروبا.:
- طبقة الملك ورجال الدين وكانوا بمثابة الرقيب الأخلاقي ومدراء المدارس والمستشفيات وكانوا يجمعون ضرائب قدرها 10% ويملكون 15% من أرض فرنسا وكان هناك تقسيمات طبقية ثانوية بين رجال الدين انفسهم، بحلول عام 1789 وصل عدد أفراد هذه الطبقة إلى 100,000.
- طبقة النبلاء وكانوا إقطاعيين معفيين من دفع الضرائب ويحق لهم الصيد وحمل السيف وكانوا قادة الجيش ومستشاري الملك وكان هناك أيضا ترتيبات طبقية ثانوية في هذه الطبقة بحول عام 1789 كان هناك ما يقارب 14,000 شخصا من هذه الطبقة ولم تكن هذه الطبقة مغلقة بصورة كاملة فكان لقب النبيل يمنح من قبل الملك كمكافأة لخدماتهم أو بواسطة شراء أراضي أو قلاع.
- طبقة العامة الغير ارستقراطيين الذين لم يكونوا رجال دين أو نبلاء وكان هذه الطبقة يشمل أيضا الطبقة المتوسطة البرجوازيين الذين بدورهم كانوا طبقة واقعة بين النبلاء والبروليتاريا، هذه الطبقة كانت تكون 98% من الشعب الفرنسي

كان أفراد الطبقة المتوسطة في معظمهم متعلمين الحال، وبدءوا يشعرون بعدم الرضا عن المكانة الدنيا التي يحتلونها بالقياس إلى طبقة النبلاء، وأصحاب المقام الرفيع في الكنيسة. فكان تذمرهم وتمردهم على هذه الأوضاع من العوامل التي أشعلت فتيل الثورة بالتحالف مع العامة أو من يسمونهم بالطبقة الثالثة التي كانت ترزح في أوضاع سيئة في ظل النظام الإقطاعي السائد آنذاك. بعد أن ساءت أحوال الاقتصاديين.
جلس النواب الليبراليون الممثلون لطبقة العامة أو الشعب على يسار الملك لويس السادس عشر في اجتماع ممثلي الطبقات الثلاث للشعب الفرنسي عام 1789 وكان النواب الممثلون لطبقة النبلاء ورجال الدين على يمين الملك في ذلك الاجتماع، ولكن أبناء هذه الطبقة في هذه المرة طالبوا بأن يكون التصويت في المجلس طبقًا لعدد الأعضاء لا طبقًا للطبقة، ثم طالبوا بأن يكون للمجلس السلطة في تنفيذ المشاريع وقبل ذلك كان المجلس يجتمع ويعرض الملك عليه آراءه ثم ينصرف أعضاؤه إلى مدنهم قانعين ولكن هذا المجلس طالب بأن المسائل التي تعرض عليهم يجب تنفيذها وألا يُفضّ المجلس بل يبقى بجانب الملك. أصر نواب العامة على تنفيذ مطالبهم التي رفضها الملك؛ فأضربوا عن دفع الضرائب، وكلما مر الوقت ازداد رجال العامة قوة بمن ينضم إليهم من أشراف ورجال الدين، وكلما زادت قوتهم تشددوا في مطالبهم.
في ذلك الوقت يظهر بين طبقة العامة نائب يدعى ايمانويل جوزيف سييس (1748 - 1836) وأعلن أنه إذا رفضت طبقة الأشراف ورجال الدين الانضمام إليهم فسيعلنون أنفسهم نوابًا للشعب ويطلقون على أنفسهم الجمعية الوطنية ولكن الملك لم يوافق وأصر نواب العامة على مطلبهم فاضطر الملك مرغمًا إلى الموافقة، ورأى رجال الجمعية الوطنية أن يضعوا دستورًا للدولة وتوالت بعد ذلك الأحداث حتى نجح الثوار في إسقاط سجن الباستيل في 14 يوليو 1789 وبسقوطه زادت قوة الثوار حتى أصدروا الدستور الجديد الذي اتخذ من الحرية والإخاء والمساواة قواعد انطلق منها إعلان حقوق الإنسان والمواطن في 26 أغسطس 1789 ثم إعلان الجمهورية وإلغاء الملكية في 22 سبتمبر 1792.

## اليسارية في العصر الحديث
شهد مصطلح اليسارية تغيرات استخدامها لأول مرة في فرنسا للتعبير عن التيار المعارض للأرستقراطية ورجال الدين حيث أن استعمال المصطلح في الوقت الحاضر مختلف عن الاستعمال الأصلي. بالرغم من شيوع استعمال مصطلح اليسارية لكنه لايوجد إجماع على التعريف الدقيق لليسار واليمين السياسي ولكن هناك العديد من الآراء المختلفة عن ماهية اليسار السياسي ومنها:
- النتيجة العادلة تمثـل سياسة اليمين بينما الوسيلة العادلة تمثل سياسة اليسار ومن الأمثلة هنا اعتبار اليمين نشر الديمقراطية (نتيجة عادلة) باستعمال القوة أو الاحتلال (وسيلة غير عادلة) امرا مقبولا بينما يصر اليسار على إتباع الوسائل العادلة لتحقيق الغايات العادلة.
- رفض عدم المساواة الناتجة من التجارة والسوق الحرة هي سياسة اليسار واعتبار الفرق في الثروة الناتجة من التجارة الحرة امرا مقبولا هي قناعة اليمين.
- التركيز على المساواة هي اليسار والتركيز على الحرية هي اليمين. (تعبير غير دقيق)

## قضايا اليسار
كان اليسار منذ الثورة الفرنسية ومرورا بالثورة الصناعية معارضا لتمركز القوة والثروة في طبقة معينة من طبقات المجتمع وكان اليسار يحاول القضاء على اللامساواة عن طريق تشجيع الديمقراطية وإصلاحات في مجال ملكية الأراضي وبدأ اليسار تدريجيا بتبني قضايا الطبقة العاملة في المصانع من ضمانات اجتماعية وإنشاء نقابات للعمال وتدريجيا تبنى اليسار مواقف مناهضة للإمبريالية ومؤخرا بدأ اليسار نشاطاته في معارضة العولمة.
بعد صدور نظرية التطور لعالم التاريخ الطبيعي تشارلز داروين ساند اليسار وبقوة هذه النظريات بل نشأ تيار يساري باسم الداروينية والداروينية الاجتماعية في القرن العشرين ومع تصاعد وتيرة الحركات المناهضة للتمييز العنصري تبنى اليسار قضايا الإجحاف بسبب العرق والجنس والدين فتحالف اليسار مع بعض التيارات الدينية لهذه الأغراض مثل حركة مارتن لوثر كينغ وحركات ليست ذات طابع ديني مثل الحركات المطالبة بحقوق المرأة.
في الستينيات ظهر تيار يساري جديد اُعْتُبِرَ بأقصى اليسار أو اليسارية الراديكالية أو اليسار الجديد والتي اختلفت عن اليسارية التقليدية بتوجيه اهتمامها نحو قضايا اجتماعية تعدت حدود كونها قضية دفاع لفئة معينة وبدأ العديد من اليساريين الجدد نشاطا ملحوظا في مجال حقوق الإنسان وحقوق الحيوان وحماية البيئة وحرية الرأي والتعبير وحقوق المثليين والتوجه الجنسي ومعارضة رهاب المثلية وغيرها من القضايا التي اتخذت ابعادا أكثر شمولية من اليسارية التقليدية.
في مرحلة ما بعد الحداثة بدأ اليسار يبتعد تدريجيا عن النظريات الماركسية والأممية ولا تقبل التحليلات والتفسيرات الشمولية التي تبنتها الشيوعية وبدأ توجه جديد لليسارية بالتركيز على خصوصية وتركيبة المجتمع الذي نشأ فيه التيار اليساري واعتبرت هذه الوسيلة أكثر واقعية ونفعا من الأسلوب اليساري القديم في محاولة نسف كامل وإعادة بناء كامل للمجتمع.
من ناحية الحروب فإن اليسار عارض اللجوء إلى الحل العسكري ومن المفارقات التاريخية ان معارضة الحرب من قبل اليسار اتخذت طابعا عنيفا في بعض الأحيان ومن الأمثلة التقليدية هي الثورة الروسية عام 1917 والثورة البلشفية التي كانت بداياتها تعود إلى معارضة الحرب العالمية الأولى ويرى البعض ان الحرب العالمية الثانية والحرب الأهلية الإسبانية كانت تمثل حربا بين اليمين (الفاشية) واليسار (الديمقراطية) عارض اليسار بقوة تدخل الولايات المتحدة في حرب فيتنام وفي غزو العراق 2003 لوحظ ظاهرة غريبة وهي تحالف اليسار المتمثل بحزب العمال وزعامة توني بلير مع اليمين المتمثل بالحزب الجمهوري الأمريكي المتمثلة بإدارة جورج دبليو بوش وحتى الحزب الشيوعي العراقي الذي يمثل اليسار شارك في العملية السياسية بعد سقوط نظام حزب البعث في العراق ولكنها في نفس الوقت عارضت الحل العسكري.

## اليسارية والشيوعية
يعتبر الكثيرون النظام الشيوعي في الاتحاد السوفيتي السابق والصين أثناء حكم ماو تسي تونغ تيارات يسارية ولكن هناك فروقات كبيرة بين الشيوعية والحركات اليسارية الأخرى ومعظم اليساريين يرفضون أي صلة بالشيوعية بسبب الشمولية التي كانت موجودة في نظام الحكم في الاتحاد السوفيتي والصين والتي اعتبرها اليسار سياسة قمعية، استنادا إلى الفيلسوف كارل بوبر فإنه يجب اعتبار الشيوعية حالة خاصة ويجب تحليلها بمعزل عن اليسار السياسي وهناك من بين الشيوعيين من اعتبر السياسة الشمولية القمعية لا صلة لها بالشيوعية وإنها كانت فقط معبرة عن أفكار جوزيف ستالين وتياره المسمى بالستالينية حيث اعتبر ليون تروتسكي الستالينية خروجا وخيانة لمبادئ الشيوعية وسمي هذا التيار بالتروتسكية.
كان الكثير من الحركات اليسارية في أوروبا تعارض مبدأ التسلط الشمولي في الاتحاد السوفيتي ومن أشهر المعارضين اليساريين الأوروبيين للشمولية كان حزب العمال والحزب الاشتراكي الديمقراطي الألماني والحزب الاشتراكي الفرنسي وفي الولايات المتحدة عارض اليسار المتمثل بالحزب الديمقراطي الأمريكي بشدة أسلوب الحكم في الاتحاد السوفيتي وخاصة أثناء الحرب الباردة. مؤخرا طرأت تغيرات على الصين حيث تحولت من دولة شيوعية تقليدية إلى تيار اقرب إلى اليمين وبرز يساريون جدد في الصين مرحبين بمرحلة ما بعد الحداثة والتركيز على خصوصية الصين الثقافية والتاريخية.

## اليسارية والدين
لكون اليسار قد نشأ كرد فعل على هيمنة الكنيسة على صنع القرار السياسي في القرون الوسطى في أوروبا فقد كان اليسار منذ بداياته معارضا لتدخل الدين في الشؤون السياسية وعندما برزت نظريات تشارلز داروين على السطح دعمها اليسار بقوة بل كان البعض مقتنعا بان قانون الانتقاء الطبيعي في علم الأحياء والوراثة يمكن تطبيقه حرفيا على المجتمعات وعلم الاجتماع فصراع التيارات الفكرية المختلفة يحسمه القوة العددية للمؤمنين بالفكرة وإن الأقوياء في المجتمع يعتبرون الطبقات الفقيرة عالة وعقبة في الطريق مما يؤدي إلى استغلال وقمع أكثر وإن قانون البقاء للأصلح يستعمل حرفيا من قبل بعض الأعراق التي تعتبر نفسها فوق مستوى اعراق أخرى مما يؤدي إلى إباحة العبودية والظلم الاجتماعي من القضايا المثيرة للجدل والتي لها ابعاد دينية ولا تزال محل خلاف بين اليمين واليسار السياسي هي قضايا عقوبة الإعدام ومبدأ العين بالعين التي يعارضها اليسار بشدة بينما يعتبره اليمين مقبولا وقضية الإجهاض التي يرفضها اليمين رفضا قاطعا بينما يعتبره اليسار مقبولا
واجه هذه النظرة التقليدية إلى دور الدين والتوجه نحو العلمانية عقبات عديدة في كل البلدان العربية من دون استثناء ويرجع سبب ذلك حسب اعتقاد البعض ان الدين يلعب دورا محوريا في حياة وروح وثقافات واذهان أغلبية الشعوب العربية ويورد البعض حالات نجاح نادرة للتيارات اليسارية في العالم العربي كما حدث مع الحزب الشيوعي العراقي في الخمسينيات والستينيات والحزب الشيوعي السوداني وحسب الاعتقاد السائد ان السبب الرئيسي في شعبية تلك الأحزاب في السابق كان محاولاتها على احترام مشاعر الجماهير الدينية وعدم التعالي على مناسباتها ومعتقداتها وثقافاتها الدينية ومحاولتها الاقتراب من مشاعر الناس وامزجتها الدينية.

## الانتقادات الموجهة لليسار
هناك العديد من الانتقادات التي يوجهها اليمين إلى اليسار ومن أبرزها
- فشل الحركات اليسارية في تطبيقها للديمقراطية عند استلامها مقاليد الحكم في الاتحاد السوفيتي والصين وأوروبا الشرقية والشرق الأوسط.
- بالرغم من مطالبة اليسار بتحسين ظروف العمل والضمان الاجتماعي فإن الأنظمة اليسارية باستثناء بعض الدول الأوروبية وخاصة الإسكندنافية لم تتمكن من توفير ضمانات قدمها اليمين للعمال والفقراء والغير قادرين على العمل.
- توجه اليسار نحو الوسط أو في بعض الأحيان نحو اليمين وخاصة في مرحلة ما بعد الحداثة هو دليل على فشل اليسار نظرية وتطبيقا.
- اعتماد الفكر اليساري على الانتقائية أو التعتيم على وجهات النظر المخالفة كوسيلة لنشر أفكارهم.

## اليسارية في المنطقة العربية

### أحزاب في الدول العربية
| الحزب والشعار                       | الدولة    | سنة التأسيس    |
| ----------------------------------- | --------- | -------------- |
| الحركة الشعبية لتحرير السودان       | السودان   | يونيو 1986     |
| فدرالية اليسار الديموقراطي          | المغرب    |                |
| النهج الديموقراطي                   | المغرب    | 16 أغسطس 1990  |
| حركة اليسار الاجتماعي الأردني       | الأردن    | 2007           |
| حركة القوى الجديدة الديمقراطية "حق" | السودان   | يوليو 1995     |
| مؤتمر الطلاب المستقلين              | السودان   | 7 يوليو 1977   |
| الحزب الشيوعي السوري                | سوريا     | 24 أكتوبر 1924 |
| الحزب الشيوعي اللبناني              | لبنان     | 24 أكتوبر 1924 |
| الحزب الشيوعي العراقي               | العراق    | 31 مارس 1934   |
| حزب البعث العربي الاشتراكي          | سوريا     | 1960           |
| الحركة الديمقراطية والاجتماعية      | الجزائر   | 1966           |
| الجبهة الشعبية لتحرير فلسطين        | فلسطين    | 11 ديسمبر 1967 |
| الجبهة الديمقراطية لتحرير فلسطين    | فلسطين    | 22 شباط 1969   |
| اتحاد الشباب الديمقراطي             | السعودية  | 31 أغسطس 1975  |
| الحزب الشيوعي الثوري                | مصر       | 2011           |
| الحزب الشيوعي المصري                | مصر       | 1922           |
| حزب التجمع الوطني الوحدوي           | مصر       | 10 أبريل 1976  |
| حزب العمال                          | تونس      | 3 يناير 1986   |
| حركة الشعب                          | لبنان     | ديسمبر 2000    |
| العمل الوطني الديمقراطي (وعد)       | البحرين   | 2001           |
| المنبر الديمقراطي التقدمي           | البحرين   | 30 سبتمبر 2001 |
| حزب تكتل القوى الديمقراطية          | موريتانيا | أكتوبر 2001    |
| حزب الشعب الفلسطيني                 | فلسطين    | 10 شباط 1982   |
| حزب التحالف الشعبى الاشتراكي        | مصر       | أكتوبر 2011    |
| حزب الوطنيين الديمقراطيين الموحد    | تونس      | سبتمبر 2012    |
| حزب التيار الشعبي                   | تونس      | 7 جويلية 2013  |

إضافة :الأحزاب العمالية الاشتراكية والشيوعية المغربية
bgcolor="#EFEFEF"
الحزب الشيوعي المغربي||المغرب||1934
bgcolor="#EFEFEF"
حزب الاتحاد الوطني للقوات الشعبية|المغرب|1959
```
bgcolor="#EFEFEF"
```

حزب التقدم والاشتراكية(الاسم الجديد للحزب الشيوعي المغربي)|المغرب|1974
bgcolor="#EFEFEF"
حزب الاتحاد الاشتراكي للقوات الشعبية|المغرب|1975
bgcolor="#EFEFEF"
حزب الطليعة الديمقراطي الاشتراكي|المغرب|1984
bgcolor="#EFEFEF"
منظمة العمل الديمقراطي الشعبي|المغرب|1986
bgcolor="#EFEFEF"
جبهة القوى الديمقراطية|المغرب|1990

### أحزاب أخرى في المنطقة ومحيطها
| الحزب والشعار                                                 | الدولة                   | سنة التأسيس |
| ------------------------------------------------------------- | ------------------------ | ----------- |
| حزب الهنشاك                                                   | لبنان تحت الحكم العثماني | 1887        |
| حزب العمال الكردستاني                                         | تركيا                    | 1978        |
| الحزب الاشتراكي العثماني                                      | الدولة العثمانية         | 1910        |
| الاتحاد الثوري الأرمني                                        | لبنان تحت الحكم العثماني | 1890        |
| حزب توده الإيراني                                             | إيران                    | 1941        |
| حزب العمل الاجتماعي الديمقراطي اليهودي في فلسطين (عمال صهيون) | فلسطين                   | 1906        |

### اتجاهات وحركات أخرى
- ثورة ظفار

### أنظمة عربية تبنت صبغة اشتراكية[6]
- جمهورية مصر العربية تحت حكم حركة الضباط الأحرار وجمال عبد الناصر
- الجمهورية العراقية (1958–68)
- الجمهورية الجزائرية تحت راية جبهة التحرير الجزائرية
- الجمهورية العربية السورية بوصول حزب البعث العربي الاشتراكي عام 1963
- جمهورية اليمن الديمقراطية الشعبية بوصول الجبهة القومية للتحرير
- السودان بعد انقلاب جعفر النميري عام 1969
- ليبيا بعد انقلاب 1969 في ليبيا

## أنظمة يسارية
- سوريا
- فنزويلا
- البرازيل
- الأرجنتين
- الأوروغواي
- بوليفيا
- تشيلي
- كوبا
- جنوب اليمن

## انظر ايضاً
- أقصى اليسار
- يمينية